# Kompleks bunkrów 5000

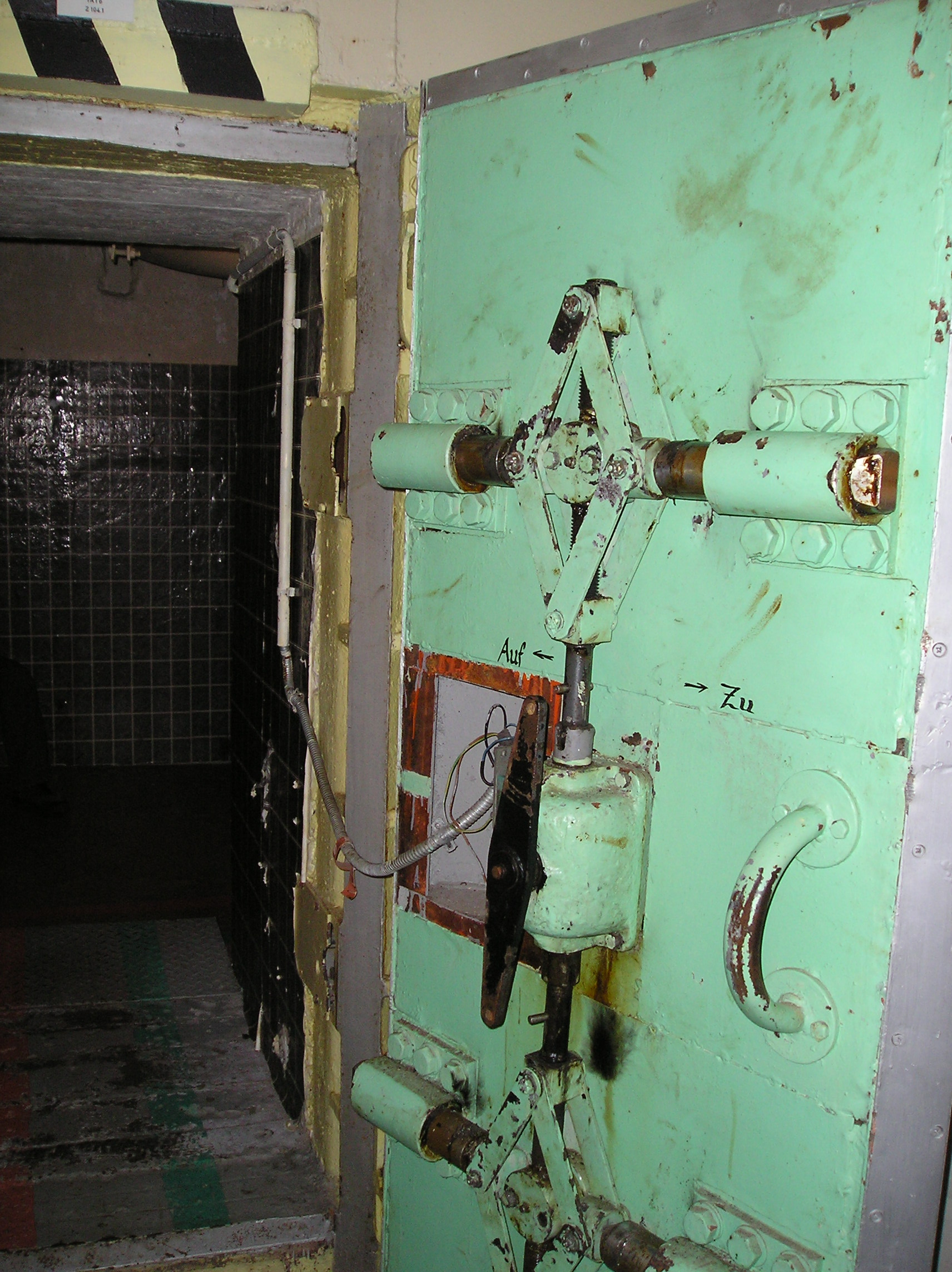
Drzwi do obiektu 5001

Kompleks bunkrów 5000 (niem. Bunker Komplex 5000) – system podziemnych pomieszczeń w Prenden w okolicach Wandlitz i Biesenthal, powiat Barnim, land Brandenburgia. Jeden z największych tego typu na terenie dawnej NRD.
Zbudowany w latach 1978–1983 na polecenie Rady Obrony Narodowej NRD (Nationaler Verteidigungsrat der DDR). Jego powierzchnia wyniosła 7500 m².

## Galeria

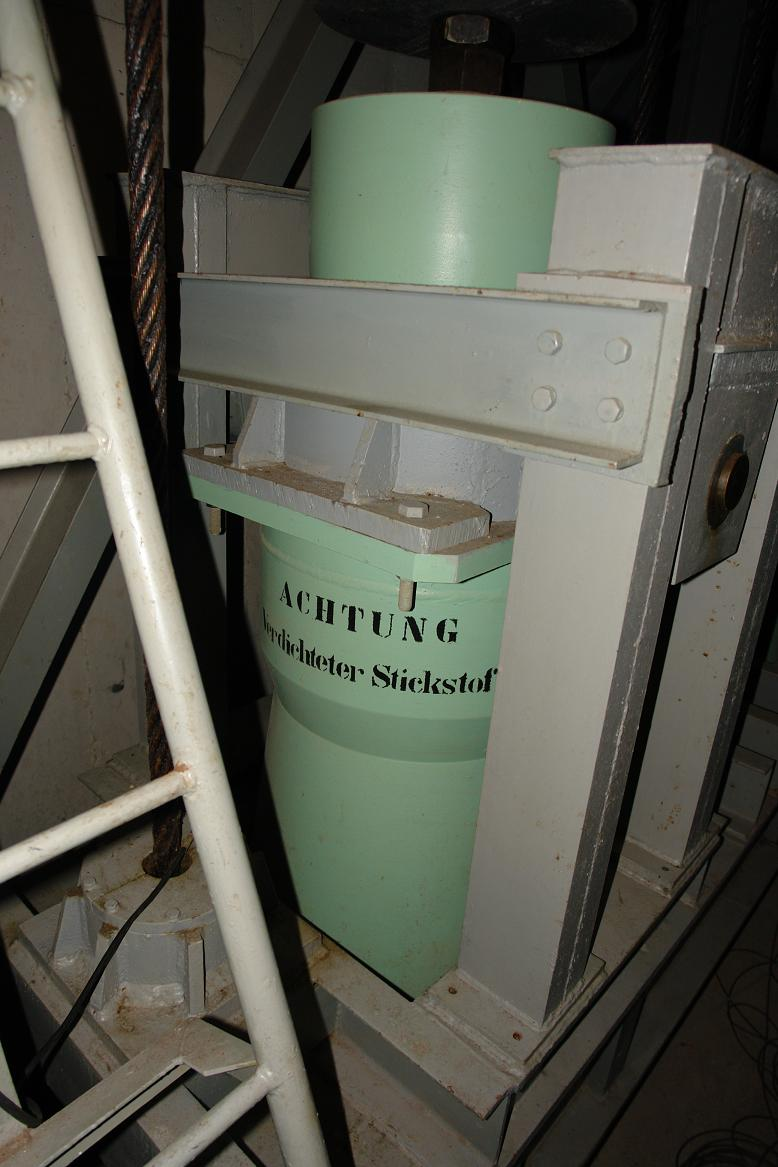
We wnętrznu obiektu 5001
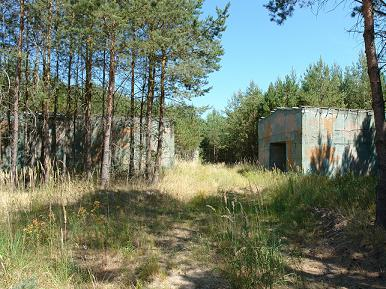
Objekt 5002
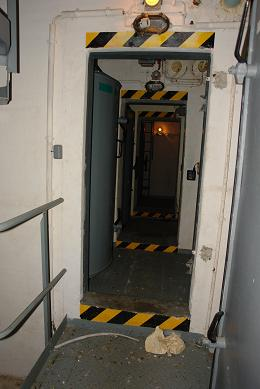
Drzwi do obiektu 5005